# Чемпионат России по лёгкой атлетике в помещении 2009
Чемпионат России по лёгкой атлетике в помещении 2009 прошёл 13—15 февраля в Москве в манеже ЛФК «ЦСКА». Соревнования являлись отборочными в сборную России на чемпионат Европы в помещении, прошедший 6—8 марта в итальянском Турине. В чемпионате приняли участие 692 спортсмена (428 мужчин и 264 женщины) из 60 регионов России. На протяжении 3 дней было разыграно 30 комплектов медалей.
Зимой 2009 года также были проведены чемпионаты России в отдельных дисциплинах лёгкой атлетики.
- 30—31 января — чемпионат России по бегу на 100 км в помещении (Москва)
- 3—5 февраля — чемпионат России по многоборьям в помещении (Пенза)

## Соревнования
Лучший результат сезона в мире в предварительном забеге на дистанции 800 метров показала Ирина Марачёва — 1.59,36. Однако в финале темп бега был несколько ниже, в результате единственной спортсменкой, сумевшей «выбежать» из 2 минут, стала Мария Савинова, после финиша отметившая, что была готова пробежать быстрее.
Упорная борьба развернулась в финале на дистанции 60 метров у женщин. Все три призёрки показали одинаковый результат, 7,19. Чемпионку удалось определить только с помощью фотофиниша: ею стала Наталья Муринович. Выявить сильнейшую в споре за серебряную медаль между Евгенией Поляковой и Анной Гефлих судьи не смогли даже с помощью техники, в результате обе спортсменки были поставлены в итоговом протоколе на второе место.
Второй результат сезона в мире на счету Анны Альминовой в беге на 1500 метров — 4.02,32. Данное время стало личным рекордом спортсменки, несмотря на потерю нескольких секунд на первой половине дистанции из-за медленного начала.
Очень близок был к установлению нового рекорда России в прыжке в высоту Иван Ухов, совершивший хорошую третью попытку на высоте 2,40 м. До этого, взяв без проблем 2,37 м, Иван ещё более упрочил своё лидерство в мировом рейтинге сезона.
Впечатляющего прогресса в беге на 400 метров у женщин добилась Антонина Кривошапка, первых успехов добивавшаяся ещё в юношеском возрасте (серебро на чемпионате мира среди юношей и девушек 2003 года в личном виде и бронза в шведской эстафете). Зима 2009 года стала прорывной в результатах для 21-летней бегуньи. 1 февраля она выиграла международный турнир «Русская зима» в беге на 300 метров с высшим Европейским достижением среди молодёжи — 36,38. А спустя две недели на чемпионате России уже в забеге она улучшила личный рекорд почти на 2 секунды, а в финале показала лучший результат сезона в мире — 50,55. На момент финала быстрее неё в помещении эту дистанцию бежали всего 7 российских спортсменок в истории.

## Медалисты

### Мужчины
| Дисциплина       | Золото                                                                                | Золото      | Серебро                                                                                | Серебро     | Бронза                                                                                       | Бронза      |
| ---------------- | ------------------------------------------------------------------------------------- | ----------- | -------------------------------------------------------------------------------------- | ----------- | -------------------------------------------------------------------------------------------- | ----------- |
| 60 м             | Михаил Идрисов Иркутская область                                                      | 6,72        | Роман Смирнов Москва                                                                   | 6,75        | Максим Мокроусов Липецкая область                                                            | 6,80        |
| 200 м            | Роман Смирнов Москва                                                                  | 21,14       | Вячеслав Колесниченко Волгоградская область                                            | 21,29       | Дмитрий Петров Москва Челябинская область                                                    | 21,41       |
| 400 м            | Константин Свечкарь [a] Алтайский край                                                | 46,91 [a]   | не вручалась [a]                                                                       |             | Владимир Краснов [a] Иркутская область                                                       | 46,93 [a]   |
| 400 м            | Максим Александренко [a] Санкт-Петербург Новосибирская область                        | 46,91 [a]   | не вручалась [a]                                                                       |             | Владимир Краснов [a] Иркутская область                                                       | 46,93 [a]   |
| 800 м            | Юрий Колдин Москва Рязанская область                                                  | 1.48,99     | Иван Нестеров Свердловская область                                                     | 1.49,27     | Степан Поистогов Нижегородская область                                                       | 1.49,38     |
| 1500 м           | Вячеслав Соколов [b] Москва Челябинская область                                       | 3.45,30 [b] | Иван Тухтачёв [b] Иркутская область                                                    | 3.45,39 [b] | Алексей Фарносов [b] Московская область                                                      | 3.45,67 [b] |
| 3000 м           | Александр Орлов Москва                                                                | 7.56,26     | Станислав Анищенко Московская область                                                  | 7.57,21     | Константин Васильев Свердловская область Удмуртия                                            | 7.57,53     |
| 5000 м           | Александр Орлов Москва                                                                | 14.05,13    | Евгений Рыбаков Кемеровская область                                                    | 14.06,54    | Сергей Саяпин Москва Хабаровский край                                                        | 14.06,79    |
| 60 м с барьерами | Евгений Борисов Московская область                                                    | 7,66        | Константин Шабанов Москва Псковская область                                            | 7,79        | Айдар Гилязов Татарстан                                                                      | 7,86        |
| Прыжок в высоту  | Иван Ухов Москва                                                                      | 2,37 м      | Александр Шустов Московская область Нижегородская область                              | 2,30 м      | Алексей Дмитрик Санкт-Петербург Ленинградская область                                        | 2,27 м      |
| Прыжок с шестом  | Павел Герасимов Москва                                                                | 5,75 м      | Дмитрий Стародубцев Челябинская область                                                | 5,70 м      | Виктор Чистяков Москва                                                                       | 5,60 м      |
| Прыжок в длину   | Руслан Гатауллин Санкт-Петербург Татарстан                                            | 7,85 м      | Александр Петров Брянская область Новосибирская область                                | 7,76 м      | Владимир Яшин Московская область                                                             | 7,63 м      |
| Тройной прыжок   | Игорь Спасовходский Москва                                                            | 16,87 м     | Клим Воробьёв Москва Санкт-Петербург                                                   | 16,76 м     | Евгений Плотнир Москва                                                                       | 16,73 м     |
| Толкание ядра    | Павел Софьин Московская область Москва                                                | 19,79 м     | Антон Любославский Иркутская область Новосибирская область                             | 19,59 м     | Максим Сидоров Московская область                                                            | 19,56 м     |
| Эстафета 4×200 м | Москва · Дмитрий Петров · Максим Бабарыкин · Рамис Абдулкадеров · Роман Смирнов       | 1.25,21     | Свердловская область · Алексей Аксёнов · Илья Охремов · Иван Теплых · Андрей Полукеев  | 1.26,00     | Краснодарский край [a] · Александр Волков · Дмитрий Шубин · Алексей Пушкарёв · Игорь Шевцов  | 1.27,20 [a] |
| Эстафета 4×800 м | Свердловская область · Михаил Липский · Сергей Сунцов · Артём Семушин · Иван Нестеров | 7.25,80     | Челябинская область · Павел Терехов · Артём Мухин · Владимир Обносов · Борис Афанасьев | 7.25,84     | Нижегородская область · Борис Прынов · Илья Желонкин · Дмитрий Онуфриенко · Степан Поистогов | 7.26,51     |

a  21 июня 2017 года Всероссийская федерация лёгкой атлетики объявила о дисквалификации спринтера Дениса Алексеева. В его допинг-пробе, взятой на Олимпийских играх 2008 года, был обнаружен дегидрохлорметилтестостерон. Все результаты спортсмена с 23 августа 2008 года по 27 июня 2013 года были аннулированы, в том числе на чемпионате России в помещении 2009 года: первое место в беге на 400 метров с результатом 46,65, а также третье место сборной Санкт-Петербурга (Денис Алексеев, Максим Александренко, Сергей Петухов, Антон Кокорин) в эстафете 4×200 метров с результатом 1.26,86.

b  29 апреля 2009 года информагентства сообщили о дисквалификации в связи с применением запрещённых препаратов российского бегуна на средние дистанции Владимира Ежова. В допинг-пробе, взятой у спортсмена на чемпионате России в помещении — 2009, были обнаружены следы эритропоэтина. Решением Антидопинговой комиссии ВФЛА он был отстранён от участия в соревнованиях на 2 года. В соответствии с правилами ИААФ результат Владимира Ежова на чемпионате России в помещении — 2009, 1-е место в беге на 1500 метров с временем 3.44,66, был аннулирован.

### Женщины
| Дисциплина       | Золото                                                                                             | Золото   | Серебро                                                                                     | Серебро  | Бронза                                                                                 | Бронза       |
| ---------------- | -------------------------------------------------------------------------------------------------- | -------- | ------------------------------------------------------------------------------------------- | -------- | -------------------------------------------------------------------------------------- | ------------ |
| 60 м             | Наталья Муринович Ростовская область                                                               | 7,19     | Евгения Полякова Москва                                                                     | 7,19     | не вручалась                                                                           |              |
| 60 м             | Наталья Муринович Ростовская область                                                               | 7,19     | Анна Гефлих Волгоградская область                                                           | 7,19     | не вручалась                                                                           |              |
| 200 м            | Анна Гефлих Волгоградская область                                                                  | 23,24    | Наталья Муринович Ростовская область                                                        | 23,42    | Александра Федорива Москва                                                             | 23,48        |
| 400 м            | Антонина Кривошапка Волгоградская область                                                          | 50,55    | Дарья Сафонова Свердловская область                                                         | 52,05    | Татьяна Вешкурова Свердловская область Пермский край                                   | 52,27        |
| 800 м            | Мария Савинова Свердловская область Челябинская область                                            | 1.59,45  | Оксана Зброжек Москва Санкт-Петербург                                                       | 2.00,04  | Ирина Марачёва Калужская область Самарская область                                     | 2.00,55      |
| 1500 м           | Анна Альминова Москва Кировская область                                                            | 4.02,32  | Оксана Зброжек Москва Санкт-Петербург                                                       | 4.03,86  | Евгения Золотова Москва Приморский край                                                | 4.06,66      |
| 3000 м           | Юлия Заруднева Московская область Волгоградская область                                            | 8.54,50  | Елена Сидорченкова Московская область                                                       | 8.54,57  | Олеся Сырьева Омская область                                                           | 8.55,03      |
| 5000 м           | Наталья Медведева Свердловская область                                                             | 15.39,02 | Оксана Белякова Москва Оренбургская область                                                 | 15.51,00 | Галина Егорова [c] Самарская область Волгоградская область                             | 16.00,66 [c] |
| 60 м с барьерами | Юлия Кондакова Санкт-Петербург                                                                     | 8,05     | Анастасия Соловьёва Волгоградская область                                                   | 8,06     | Александра Антонова Москва                                                             | 8,06         |
| Прыжок в высоту  | Виктория Клюгина Москва                                                                            | 1,94 м   | Светлана Школина Москва Смоленская область                                                  | 1,92 м   | не вручалась                                                                           |              |
| Прыжок в высоту  | Виктория Клюгина Москва                                                                            | 1,94 м   | Ирина Гордеева Санкт-Петербург                                                              | 1,92 м   | не вручалась                                                                           |              |
| Прыжок с шестом  | Юлия Голубчикова Москва                                                                            | 4,60 м   | Александра Киряшова Санкт-Петербург Татарстан                                               | 4,50 м   | Анастасия Савченко Москва Санкт-Петербург                                              | 4,30 м       |
| Прыжок в длину   | Ольга Кучеренко Волгоградская область                                                              | 6,72 м   | Татьяна Войкина Санкт-Петербург                                                             | 6,70 м   | Елена Соколова Москва Белгородская область                                             | 6,69 м       |
| Тройной прыжок   | Анастасия Таранова-Потапова Волгоградская область                                                  | 14,27 м  | Анна Куропаткина Санкт-Петербург Ростовская область                                         | 14,14 м  | Наталья Кутякова Москва Владимирская область                                           | 14,10 м      |
| Толкание ядра    | Анна Авдеева Мордовия Самарская область                                                            | 18,74 м  | Анна Омарова Московская область Ставропольский край                                         | 18,24 м  | Ирина Тарасова Москва Ростовская область                                               | 17,61 м      |
| Эстафета 4×200 м | Свердловская область · Татьяна Дектярёва · Надежда Шляпникова · Татьяна Вешкурова · Дарья Сафонова | 1.33,47  | Москва · Ольга Халандырёва · Оксана Сухачёва · Елизавета Савлинис · Екатерина Вороненкова   | 1.34,83  | Тульская область · Екатерина Костина · Ольга Корсунова · Елена Новикова · Олеся Зыкина | 1.35,58      |
| Эстафета 4×800 м | Свердловская область · Ирина Горнова · Ольга Котлярова · Наталья Игнатова · Мария Савинова         | 8.21,78  | Нижегородская область · Екатерина Завьялова · Аида Багрова · Мария Шапаева · Мария Дряхлова | 8.28,11  | Москва · Анастасия Икрамова · Анна Лучкина · Анастасия Восмерикова · Елена Кофанова    | 8.32,60      |

c  29 апреля 2009 года информагентства сообщили о дисквалификации в связи с применением запрещённых препаратов российской бегуньи на средние и длинные дистанции Рашиды Сафиной. В её допинг-пробе, взятой на чемпионате России в помещении — 2009, были обнаружены запрещённые субстанции оксандролон и оралтуринабол. Решением Антидопинговой комиссии ВФЛА спортсменка была отстранена от участия в соревнованиях на 2 года. В соответствии с правилами ИААФ её результат на чемпионате России в помещении — 2009, 3-е место в беге на 5000 метров с временем 15.53,47, был аннулирован.

## Чемпионат России по бегу на 100 км
Чемпионат России по бегу на 100 километров в помещении прошёл 30—31 января в Москве в легкоатлетическом манеже спорткомплекса «Крылатское». Соревнования прошли в рамках IX сверхмарафона «Ночь Москвы» — Кубка Пассаторе по 6-часовому бегу. В соответствии с регламентом дистанцию 100 км могли закончить только те участники, кто после 6 часов бега преодолел более 80 км среди мужчин и более 75 км среди женщин. Зачётные результаты показали трое мужчин и столько же женщин.

### Мужчины
| Дисциплина | Золото                         | Золото  | Серебро                      | Серебро | Бронза                | Бронза  |
| ---------- | ------------------------------ | ------- | ---------------------------- | ------- | --------------------- | ------- |
| 100 км     | Роман Салий Московская область | 7:09.50 | Алексей Белослудцев Удмуртия | 7:26.48 | Олег Баженов Удмуртия | 7:32.58 |

### Женщины
| Дисциплина | Золото                              | Золото  | Серебро                         | Серебро | Бронза                          | Бронза  |
| ---------- | ----------------------------------- | ------- | ------------------------------- | ------- | ------------------------------- | ------- |
| 100 км     | Ирина Вишневская Ростовская область | 8:05.21 | Марина Жалыбина Курская область | 8:07.20 | Вера Ильина Костромская область | 8:27.17 |

## Чемпионат России по многоборьям
Чемпионы страны в мужском семиборье и женском пятиборье определились 3—5 февраля 2009 года в Пензе в манеже Училища олимпийского резерва. Лучший результат сезона в мире показала победительница женского пятиборья Анна Богданова, установившая личный рекорд — 4784 очка. Итоговая сумма чемпиона России в семиборье Александра Кислова (5934 очка) позволила ему занять третье место в мировом рейтинге у мужчин.

### Мужчины
| Дисциплина | Золото                             | Золото    | Серебро                 | Серебро   | Бронза                                                 | Бронза     |
| ---------- | ---------------------------------- | --------- | ----------------------- | --------- | ------------------------------------------------------ | ---------- |
| Семиборье  | Александр Кислов Иркутская область | 5934 очка | Василий Харламов Москва | 5923 очка | Андрей Баштанов Кемеровская область Московская область | 5745 очков |

### Женщины
| Дисциплина | Золото                         | Золото    | Серебро                                  | Серебро    | Бронза                            | Бронза    |
| ---------- | ------------------------------ | --------- | ---------------------------------------- | ---------- | --------------------------------- | --------- |
| Пятиборье  | Анна Богданова Санкт-Петербург | 4784 очка | Яна Пантелеева Москва Смоленская область | 4508 очков | Анна Никитенко Московская область | 4401 очко |

## Состав сборной России для участия в чемпионате Европы
По итогам чемпионата и с учётом выполнения необходимых нормативов, в состав сборной для участия в чемпионате Европы в помещении в итальянском Турине вошёл 61 атлет:
Мужчины
60 м: Михаил Идрисов.

400 м: Владимир Краснов.

Эстафета 4х400 м: Максим Дылдин — имел освобождение от отбора, Денис Алексеев, Константин Свечкарь, Максим Александренко, Владимир Краснов.

800 м: Юрий Борзаковский — имел освобождение от отбора, Юрий Колдин.

1500 м: Владимир Ежов — позднее исключён из команды в связи с положительной допинг-пробой, Вячеслав Соколов.

3000 м: Александр Орлов.

60 м с барьерами: Евгений Борисов, Константин Шабанов.

Прыжок в высоту: Иван Ухов, Александр Шустов, Алексей Дмитрик.

Прыжок с шестом: Павел Герасимов, Дмитрий Стародубцев, Виктор Чистяков.

Прыжок в длину: Руслан Гатауллин, Александр Петров.

Тройной прыжок: Игорь Спасовходский, Клим Воробьёв, Евгений Плотнир.

Толкание ядра: Павел Софьин, Антон Любославский, Максим Сидоров.

Семиборье: Алексей Дроздов — имел освобождение от отбора, Александр Кислов.
Женщины
60 м: Наталья Муринович, Евгения Полякова, Анна Гефлих.

400 м: Антонина Кривошапка, Дарья Сафонова, Наталья Антюх.

Эстафета 4х400 м: Антонина Кривошапка, Дарья Сафонова, Татьяна Вешкурова, Елена Войнова, Наталья Антюх.

800 м: Мария Савинова, Оксана Зброжек, Ирина Марачёва — позднее снялась с соревнований.

1500 м: Анна Альминова, Евгения Золотова, Наталья Евдокимова.

3000 м: Анна Альминова — имел освобождение от отбора, Юлия Заруднева, Елена Сидорченкова — позднее снялась с соревнований.

60 м с барьерами: Юлия Кондакова, Анастасия Соловьёва, Александра Антонова.

Прыжок в высоту: Виктория Клюгина, Светлана Школина, Ирина Гордеева.

Прыжок с шестом: Юлия Голубчикова, Александра Киряшова.

Прыжок в длину: Ольга Кучеренко, Татьяна Войкина, Елена Соколова.

Тройной прыжок: Анастасия Таранова-Потапова, Оксана Удмуртова — позднее снялась с соревнований из-за травмы.

Толкание ядра: Анна Авдеева, Анна Омарова.

Пятиборье: Ольга Курбан — имела освобождение от отбора, Анна Богданова.